# Axur, re d'Ormus
Axur, re d'Ormus (Axur, kung av Ormus) är en opera (dramma tragicomico) i fem akter med musik av Antonio Salieri och libretto av Lorenzo da Ponte. Axur är Salieris italienska version av sin opera Tarare till ett franskt libretto av Pierre de Beaumarchais.

## Historia
Den reviderade versionen av Tarare beställdes av kejsare Josef II för att fira bröllopet mellan ärkehertig Franz (sedermera kejsare Frans II av Österrike) och prinsessan Elisabeth Wilhelmine av Württemberg-Mömpelgard. Operan skulle manifestera kungadömets lagar. Först var det tänkt att man skulle göra en direkt översättning av det franska librettot men både Salieri och da Ponte insåg att det fanns skillnader mellan det franska och italienska sångsättet. Resultatet blev en helt ny version som ändrade på rollnamnen, tillkomsten av en prolog och epilog, samt ett uppstramning av scenerna för att skapa dramatik. Salieri använde musik från Tarare och åstadkom en mer melodiös och genomkomponerad opera med arior och ensembler. Operan hade premiär den 8 januari 1788 på Burgtheater i Wien med Salieri själv som dirigent och kom att spelas över hela Europa i sin italienska version. Under Napoleonkrigen kom den att användas i propagandasyfte av båda sidor.

## Personer
- Axur, kung av Ormus (baryton)
- Arteneo, Brahmas överstepräst (baryton)
- Altamor, Arteneos son (bas)
- Atar, en soldat (tenor)
- Aspasia, Atars hustru (sopran)
- Biscroma, en slav (tenor)
- Fiammetta, Biscromas hustru (sopran)
- Elamir (sopran)
- Urson, en soldat (bas)
- En slav (bas)
- Arlecchino (tenor)
- Smeraldina (sopran)
- Brighella (baryton)